# Menino

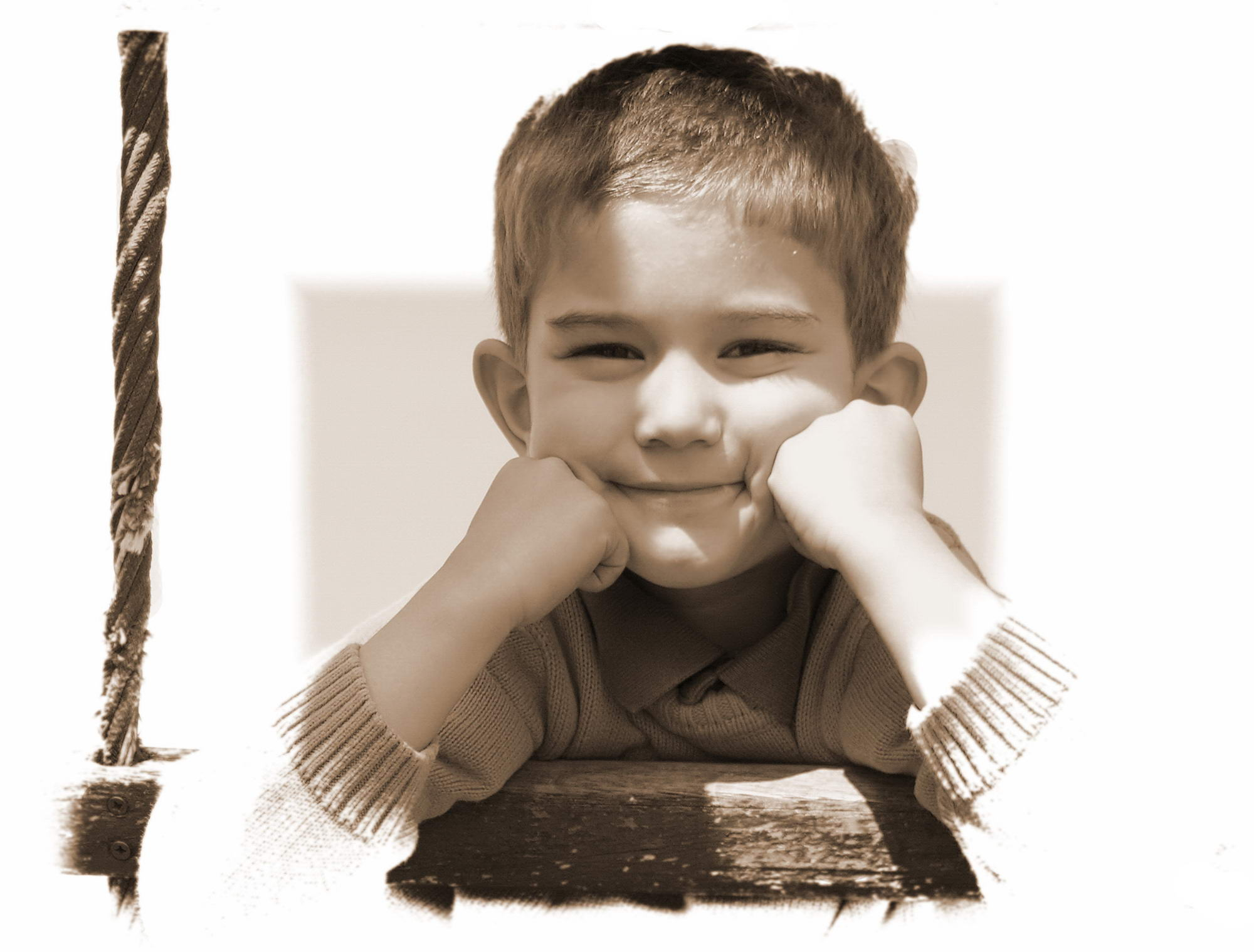
Menino espanhol

Um menino é uma pessoa do sexo masculino em sua infância ou adolescência.

## Variações lexicais e etimologia
Outros termos para designar um menino incluem garoto, moleque, pequeno, miúdo, rapaz, piá, guri, curumi ou curumim.
Acerca dos aspectos etimológicos, a palavra "pequeno" deriva do latim vulgar pitinnu, associado a uma raiz expressiva pikk, "pequenez". "Moleque" deriva do quimbundo mu'leke, "menino". "Miúdo" deriva do latim minutu, "diminuído". "Piá" vem do tupi pi'á, "coração, estômago, entranhas". "Guri" vem do tupi ki'ri, "pequeno". "Curumi" e "curumim" vêm do tupi kuru'mi.

## Características
Debates em curso sobre as influências da natureza versus nutrição na formação do comportamento dos meninos e meninas levantam questões sobre se os papéis desempenhados pelos meninos são principalmente o resultado de diferenças inatas ou de socialização. Imagens de meninos nas artes plásticas, literatura e cultura popular muitas vezes demonstram suposições sobre papéis de gênero. Em algumas culturas do Oriente Médio, as características que afirmam a infância incluem características fisiológicas associadas à pré-púberes, tais como a falta de pelos púbicos e a incapacidade de ejacular.